# Mary Alice
Mary Alice, nacida como Mary Alice Smith, (Indianola, 3 de diciembre de 1941-Nueva York, 27 de julio de 2022) fue una actriz estadounidense.

## Carrera
Nació en Indianola, Misisipi, hija de Ozelar Jurnakin y Sam Smith. Desde su infancia empezó a mostrar interés por la actuación.
Apareció en más de 50 programas de televisión y en muchas películas a lo largo de su carrera. Hizo su debut en la gran pantalla en 1974, en la película The Education of Sonny Carson, y luego coprotagonizó las series de TV Police Woman y Sanford and Son. Realizó el papel de Ellie Grant Hubbard en la telenovela All My Children a comienzos de los ochenta, y coprotagonizó A Different World como Leticia 'Lettie' Bostic, de 1988 a 1989.
En 1987 recibió un Premio Tony por su trabajo en Fences. También ganó un Emmy por "Actriz de Reparto en una Serie Dramática" en 1993 por I'll Fly Away (1991–1993). Otras apariciones en cine incluyen Malcolm X (1992), The Inkwell (1994) y Down in the Delta con Alfre Woodard.
En 2000 fue presentada en el "Hall de la Fama del Teatro Americano".
Reemplazó a Gloria Foster en la película The Matrix Revolutions y en el videojuego Enter the Matrix como el Oráculo, luego de la muerte de Foster en el 2001.
Alice nunca estuvo casada y no tuvo hijos. Falleció el 27 de julio de 2022 en Manhattan a los 85 años de edad debido a causas naturales.

## Filmografía
- The Education of Sonny Carson (1974)
- The Sty of the Blind Pig (1974)
- Sanford and Son (1974–1975)
- Good Times (1975)
- Just an Old Sweet Song (1976)
- Sparkle (1976)
- Lawman Without a Gun (1979)
- All My Children (1980)
- The Color of Friendship (1981)
- The Brass Ring (1983)
- Beat Street (1984)
- Concealed Enemies (1984)
- Teachers (1984)
- Charlotte Forten's Mission: Experiment in Freedom (1985)
- A Different World (1987)
- The Women of Brewster Place (1989)
- L'Éveil (1990)
- The Bonfire of the Vanities (1990)
- To Sleep with Anger (1990)
- I'll Fly Away (1991)
- Malcolm X (1992)
- Un monde parfait (1993)
- Laurel Avenue (1993)
- Graine de star (1993)
- Law & Order (1993)
- The Mother (1994)
- The Inkwell (1994)
- The Vernon Johns Story (1994)
- Heading Home (1995)
- Ray Alexander: A Menu for Murder (1995)
- Bed of Roses (1996)
- Down in the Delta (1998)
- Catfish in Black Bean Sauce (1999)
- The Wishing Tree (1999)
- The Photographer (2000)
- The Last Brickmaker in America (2001)
- Sunshine State (2002)
- The Life (2002)
- Enter the Matrix (2003)
- The Matrix Revolutions (2003)
- What I Want My Words to Do to You: Voices From Inside a Women's Maximum Security Prison (2003)
- The Burly Man Chronicles (2004)
- The Matrix Recalibrated (2004)
- The Matrix Online (2005)